# 平端駅
平端駅（ひらはたえき）は、奈良県大和郡山市昭和町にある、近畿日本鉄道（近鉄）の駅。駅番号は橿原線がB32、天理線がH32。

## 利用可能な鉄道路線
- 近畿日本鉄道（近鉄）
  - 橿原線
  - 天理線 - 始発駅（但し橿原線大和西大寺方面と直通あり）

## 歴史
開業当時、当駅が所在した平群郡平端村が駅名の由来である。「平端」は平群郡の端部を意味する地名であるといわれている。

### 年表
- 1922年（大正11年）4月1日：大阪電気軌道（以下、大軌と略す）畝傍線が郡山駅（現在の近鉄郡山）から当駅まで延伸した際に開業[1]。同時に天理線（旧・天理軽便鉄道）を標準軌に改軌・電化し、畝傍線平端駅に接続[1]。畝傍線西方の同じく旧・天理軽便鉄道の法隆寺線上にも平端駅を開設。
- 1923年（大正12年）3月21日：大軌畝傍線が橿原神宮前駅（初代）まで延伸[1]。
- 1939年（昭和4年）7月：畝傍線が橿原線に改称。
- 1940年（昭和15年）1月：橿原線の駅に待避線設置。
- 1941年（昭和16年）3月15日：大軌が参宮急行電鉄と合併、新発足した関西急行鉄道の駅となる[1]。
- 1944年（昭和19年）6月1日：会社合併により近畿日本鉄道の駅となる[1]。
- 1945年（昭和20年）2月11日：法隆寺線が休止となる[1]。
- 1952年（昭和27年）4月1日：法隆寺線が廃止[1]。
- 1973年（昭和48年）9月20日：天理線ホーム設置、橿原線下りホーム移設（建築限界拡大工事の一環によるもの）。
- 1988年（昭和63年）6月27日：天理線の平端 - 二階堂駅間が複線化[2]。
- 1990年（平成2年）：乗換通路を地下化し、構内踏切を廃止。橿原線上りホームを移設。
- 2007年（平成19年）4月1日：PiTaPa使用開始[3]。

## 駅構造

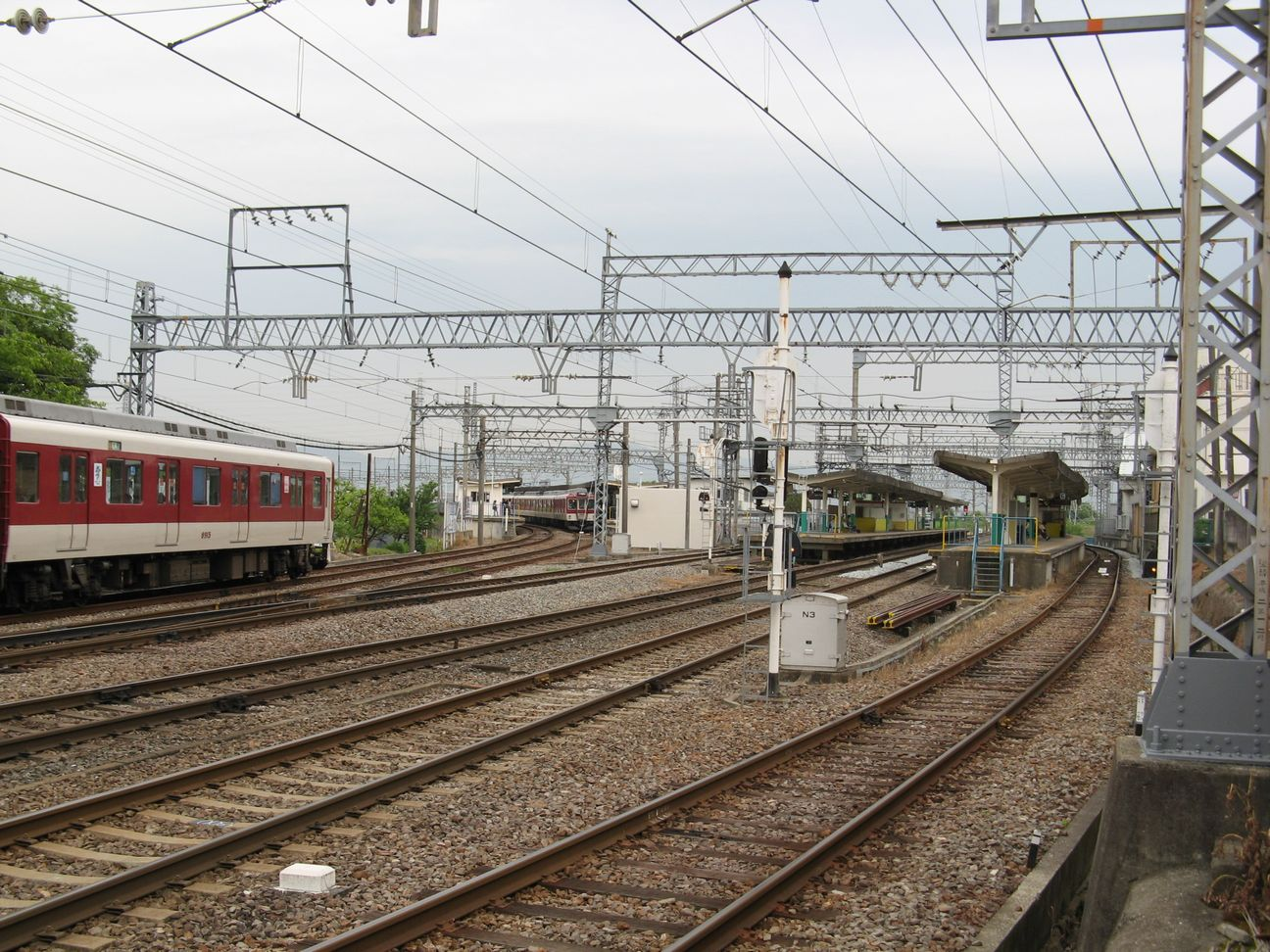
手前2面4線が橿原線、左寄りで列車が行き交っているのが天理線のホーム

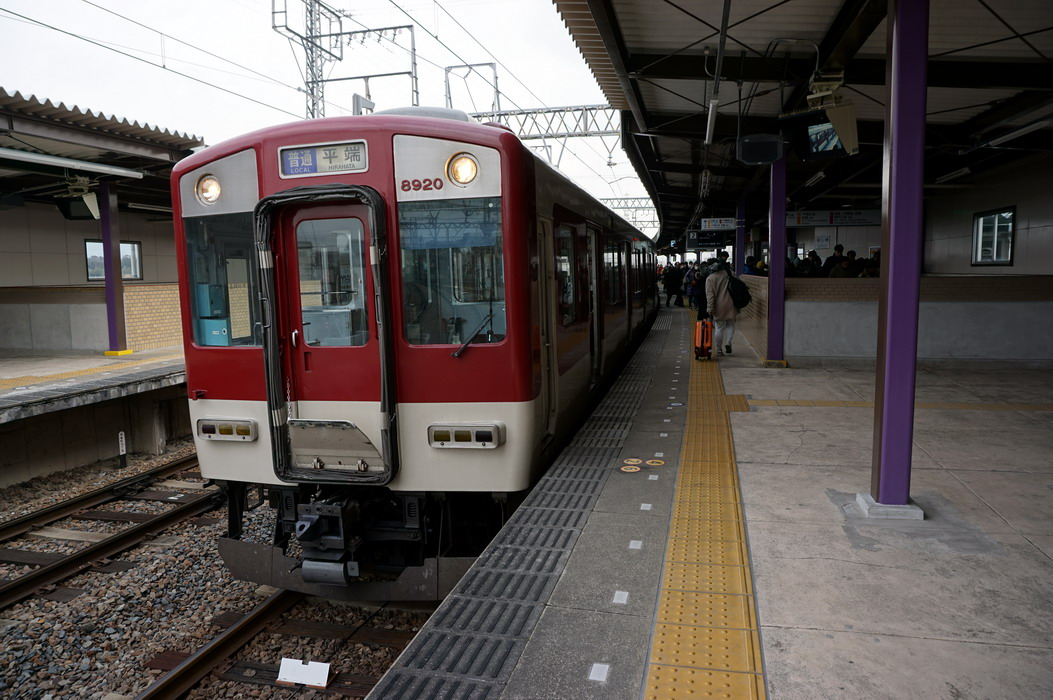
天理線ホーム

地上駅で、2面4線の島式の橿原線のホーム（3 - 6番のりば）と、2面2線の相対式の天理線のホーム（1・2番のりば）があり、線路は駅北方で合流している。駅舎は駅西側にあり各ホームとは地下道で連絡している。地下道から各ホームおよび駅舎（改札口）へはエスカレータが設置されている。

### のりば
| のりば       | 路線     | 方向     | 行先                 | 備考                                    |
| ------------ | -------- | -------- | -------------------- | --------------------------------------- |
| 天理線ホーム |          |          |                      |                                         |
| 1            | H 天理線 | H 天理線 | 天理方面             | 橿原線からの直通列車 一部の当駅始発列車 |
| 2            | H 天理線 | H 天理線 | 天理方面             | 当駅折り返し列車のみ                    |
| 2            | B 橿原線 | 上り     | 大和西大寺・京都方面 | 天理からの列車                          |
| 橿原線ホーム |          |          |                      |                                         |
| 3・4         | B 橿原線 | 下り     | 橿原神宮前方面       |                                         |
| 5・6         | B 橿原線 | 上り     | 大和西大寺・京都方面 | 橿原神宮前からの列車                    |

- 橿原線ホームは内側2線（4番線と5番線）を主本線、外側2線（3番線と6番線）と待避線としている。なお、3番のりばからは大和西大寺方面への出発も可能である。

### 配線図
| | ↑ 二階堂駅       |                      |
| ← 筒井駅 | 平端駅構内配線図 | → ファミリー公園前駅 |
| 凡例 出典:川島令三、『全国鉄道事情大研究 - 大阪都心部・奈良篇』 ISBN 978-479420498-1、166p、草思社、1993年 ※ 左方向が北 |                  |                      |

## 特徴
ダイヤ面
- 橿原線内唯一の待避可能駅であり、橿原線普通・急行と天理線直通急行の相互接続、橿原線急行以下の種別が特急との待避を行われている[5]。
- 日中は天理線内の区間運転列車が毎時2本当駅で折り返し運転を行っている[5]。なお、天理方面は大和西大寺方面からの直通列車と折り返し列車の双方があるため、発車番線が一定していない[6]。

駅設備・営業面
- 天理駅管理の有人駅で、PiTaPa・ICOCA対応の自動改札機および自動精算機（回数券カードおよびICカードのチャージに対応）が設置されている。
- トイレは駅舎内に1ヶ所設置されている。

軌道設備面
- 構内配線の関係上、橿原線大和八木駅方面 - 天理線を直通する列車は一旦大和西大寺方へ引き上げ、本線上での入換作業が行われる（スイッチバック形式、2020年3月現在は団体臨時列車のみ）。

## 利用状況
近年における当駅の1日乗降人員の調査結果は以下の通り。
- 2023年11月7日：3,743人
- 2022年11月8日：3,833人
- 2021年11月9日：3,574人
- 2018年11月13日：4,341人
- 2015年11月10日：4,237人
- 2012年11月13日：4,184人
- 2010年11月9日：4,065人
- 2008年11月18日：4,325人
- 2005年11月8日：4,644人

## 駅周辺
- 昭和工業団地
  - 奈良県内最大の工業団地。面積1,084,580平方メートル、団地内の企業数75社、延べ従業員数8,000名以上を抱える。
- 大和郡山市立昭和小学校
- 昭和郵便局
- JAならけん昭和支店
- 額安寺
- 筒井順慶墓
- 額田部窯跡
- 佐保川
- 西名阪自動車道（法隆寺IC - 大和まほろばSIC - 郡山IC間）
- 京奈和自動車道

斑鳩町に所在する法隆寺駅（JR西日本関西本線）と共に安堵町域への最寄り駅となっている。

### バス路線
駅前ロータリに奈良交通が乗り入れていたが、2009年2月末日限りで廃止された。行先は近鉄高田駅行きと法隆寺駅行き（法隆寺駅行きは天理線の前身である天理軽便鉄道廃止区間の代替バス）であった。他に、奈良健康ランドの無料送迎バスが発着している。2012年4月23日より、安堵町コミュニティバスが乗り入れている。
- 安堵町コミュニティバス：法隆寺駅 行き（南回りルート・中通りルート）

## 隣の駅
近畿日本鉄道
B 橿原線
■急行
近鉄郡山駅 (B30) - 平端駅 (B32) - 田原本駅 (B36)

■普通
筒井駅 (B31) - 平端駅 (B32) - ファミリー公園前駅 (B33)
H 天理線
■急行（天理線内各駅停車）
（近鉄郡山駅 -） 平端駅 (H32) - 二階堂駅 (H33)
■普通
（筒井駅 -） 平端駅 (H32) - 二階堂駅 (H33)

### かつて存在した路線
近畿日本鉄道
法隆寺線
額田部駅 - 平端駅